# Wahlbezirk Böhmen 83
Der Wahlbezirk Böhmen 83 war ein Wahlkreis für die Wahlen zum Abgeordnetenhaus im österreichischen Kronland Böhmen. Der Wahlbezirk wurde 1907 mit der Einführung der Reichsratswahlordnung geschaffen und bestand bis zum Zusammenbruch der Habsburgermonarchie.

## Geschichte
Nachdem der Reichsrat im Herbst 1906 das allgemeine, gleiche, geheime und direkte Männerwahlrecht beschlossen hatte, wurde mit 26. Jänner 1907 die große Wahlrechtsreform durch Sanktionierung von Kaiser Franz Joseph I. gültig. Mit der neuen Reichsratswahlordnung schuf man insgesamt 516 Wahlbezirke mit je einem zu wählenden Abgeordneten, die durch Direktwahl mit allfälliger Stichwahl bestimmt wurden. Der Wahlkreis Böhmen 83 umfasste die Städte Bilin, Dux, Karbitz, Klostergrab, Mariaschein und Türmitz. Aus der Reichsratswahl 1907 ging zunächst Heinrich Beer von den Sozialdemokraten als Sieger hervor, 1911 musste sich Beer jedoch in der Stichwahl dem Kandidaten der Deutschen Arbeiterpartei Hans Knirsch geschlagen geben.

## Wahlergebnisse

### Reichsratswahl 1907
Die Reichsratswahl 1907 wurde am 14. Mai 1907 (erster Wahlgang) sowie am 23. Mai 1907 (Stichwahl) durchgeführt.

#### Erster Wahlgang
| Kandidat                                                              | Partei                     | Wahlkreis- stimmen | Prozent |
| --------------------------------------------------------------------- | -------------------------- | ------------------ | ------- |
| Heinrich Beer                                                         | Sozialdemokratische Partei | 3161               | 44,1 %  |
| Josef Krisch                                                          | Freialldeutsche Partei     | 2712               | 37,8 %  |
| Alois Bílek                                                           | Tschechischer Kandidat     | 688                | 9,6 %   |
| Franz Tschulik                                                        | Christlichsoziale Partei   | 585                | 8,2 %   |
|                                                                       | Sonstige Parteien          | 22                 | 0,3 %   |
| Wahlberechtigte: 8130, Ungültige Stimmen: 42, Wahlbeteiligung: 88,7 % |                            |                    |         |

#### Stichwahl
| Kandidat                                                              | Partei                     | Wahlkreis- stimmen | Prozent |
| --------------------------------------------------------------------- | -------------------------- | ------------------ | ------- |
| Heinrich Beer                                                         | Sozialdemokratische Partei | 3974               | 54,2 %  |
| Josef Krisch                                                          | Freialldeutsche Partei     | 3358               | 45,8 %  |
| Wahlberechtigte: 8181, Ungültige Stimmen: 41, Wahlbeteiligung: 90,1 % |                            |                    |         |

### Reichsratswahl 1911
Die Reichsratswahl 1911 wurde am 13. Juni 1911 sowie am 20. Juni 1911 (Stichwahl) durchgeführt.

#### Erster Wahlgang
| Kandidat                                                              | Partei                     | Wahlkreis- stimmen | Prozent |
| --------------------------------------------------------------------- | -------------------------- | ------------------ | ------- |
| Heinrich Beer                                                         | Sozialdemokratische Partei | 3550               | %       |
| Hans Knirsch                                                          | Deutsche Arbeiterpartei    | 3467               | %       |
| Josef Heinl                                                           | Christlichsoziale Partei   | 651                | 10,1 %  |
|                                                                       | Sonstige Parteien          | 17                 | 1,2 %   |
| Wahlberechtigte: 8621, Ungültige Stimmen: 46, Wahlbeteiligung: 89,7 % |                            |                    |         |

#### Stichwahl
| Kandidat                                                              | Partei                     | Wahlkreis- stimmen | Prozent |
| --------------------------------------------------------------------- | -------------------------- | ------------------ | ------- |
| Hans Knirsch                                                          | Deutsche Arbeiterpartei    | 4333               | 54,4 %  |
| Heinrich Beer                                                         | Sozialdemokratische Partei | 3634               | 45,6 %  |
| Wahlberechtigte: 8621, Ungültige Stimmen: 40, Wahlbeteiligung: 92,9 % |                            |                    |         |